# لوسيانا بيدرازا
لوسيانا بيدرازا (بالإسبانية: Luciana Pedraza)‏ هي اقتصادية وممثلة أرجنتينية، ولدت في 5 يناير 1972 بسالتا في الأرجنتين.

## وصلات خارجية
- لوسيانا بيدرازا على موقع IMDb (الإنجليزية)
- لوسيانا بيدرازا على موقع قاعدة بيانات الفيلم (الإنجليزية)